# Drusus fuesunae
Drusus fuesunae là một loài Trichoptera trong họ Limnephilidae. Chúng phân bố ở miền Cổ bắc.